# Droga krajowa B43 (Austria)
Droga krajowa B43 (Traismaurer Straße) – droga krajowa w Austrii położona na zachód od Wiednia. Krótka arteria komunikacyjna biegnie równolegle do koryta Dunaju. Zadaniem arterii jest połączenie B1 z miastem Traismauer i zapewnienie drogowego połączenia tegoż miasta z zachodnimi obrzeżami Wiednia.